# شتيفان بوك
شتيفان بوك (بالألمانية: Stefan Buck) (3 سبتمبر 1980 باد زاولغاو ألمانيا - ) هو لاعب كرة قدم ألماني يلعب كمدافع.

## وصلات خارجية
ستيفان باك على موقع قاعدة بيانات كرة القدم.إي يو (الإنجليزية)
- ستيفان باك على موقع بيانات كرة القدم. دي إي (الألمانية)
- ستيفان باك على موقع عالم كرة القدم.نت (الإنجليزية)